# Tell Brak
Tell Brak, Nagar ali Navar je bil starodavno mesto v sirski pokrajini Gornji Habur v bližini sedanje vasi Tell Brak, 50 km severovzhodno od mesta Al-Hasaka v Guvernatu Al-Hasaka. Izvirno ime mesta ni znano. Sredi druge polovice 3. tisočletja pr. n. št. se je imenovalo Nagar in kasneje Navar.
V 7. tisočletju pr. n. št. je bil Tell Brak majhno naselje, ki se je v 4. tisočletju pr. n. št. razvilo v eno največjih mest v gornji Mezopotamiji in sodelovalo s kulturami južne Mezopotamije. Mesto se je po  uruškem obdobju na začetku 3.  tisočletja pr. n. št. zmanjšalo in nato okoli leta  2600 pr. n. št. kot Nagar postalo glavno mesto regionalnega kraljestva, ki je nadzorovalo dolino reke Habur. Kraljestvo je bilo okoli leta 2300 pr. n. št. uničeno in prišlo pod oblast Akadskega kraljestva. Sledilo je obdobje neodvisne huritske mestne države, ki je cvetela do 19. stoletja pr. n. št. in nato prišla pod oblast različnih regionalnih sil. Okoli leta 1500 pr. n. št. je Tell Brak postal središče Mitanija, dokler ga ni okoli leta 1300 pr. n. št. uničila Asirija. Mesto ni nikoli več doseglo prejšnjega pomena. Ostalo je majhno naselje in bilo nekajkrat opuščeno, dokler ni v zgodnjem abasidskem obdobju izginilo iz zapisov. 
Mesto je bilo naseljeno z različnimi ljudstvi, vključno s Halafi, Semiti in Huriti. Od najzgodnejšega obdobja je bilo tudi versko središče. Mestni Tempelj oči je enkraten v Rodovitnem polmesecu. Njegovo najvišje božanstvo Belet-Nagar so častili po celi Haburski regiji, zato je bil Tell Brak tudi romarsko mesto. Tellbraško kulturo so ustvarjale različne civilizacije. Slovel je po svojem kamnoreznem slogu, kopitarjih in steklu. V obdobjih neodvisnosti mu je vladala lokalna skupščina ali monarh. Zaradi ugodne lege med Anatolijo, Levantom in južno Mezopotamijo je bil pomembno trgovsko središče. 
Mesto je leta 1937 izkopal Max Mallowan. Od leta 1979 do 2011 so ga redno raziskovali, potem pa je raziskave prekinila sirska državljanska vojna. Znanstveniki štejejo Tell Brak za prvo mesto na svetu.

## Ime
Prvotno ime mesta ni znano. Tell Brak je ime gomile (tell) na prostoru nekdanjega mesta. Vzhodno od gomile je posušeno jezero Hatunia, ki se je na rimskem zemljevidu Tabula Peutingeriana imenovalo "Lacus Beberaci" (Jezero Brak). Jezero so verjetno poimenovali po Tell Braku, najbližjem rimskem taboru na tem območju.  Ime "Brak" bi torej lahko bilo odmev najstarejšega imena mesta.
V 3. tisočletju pr. n. št. se je mesto imenovalo Nagar. Ime je lahko semitskega izvora in pomeni "kultivirano mesto". Ime Nagar se po starobabilonskem obdobju ni več pojavljalo, vendar je mesto še naprej obstajalo kot Navar in bilo pod oblastjo huritske države Mitani. Huritski kralji Urkeša so v 3. tisočletju pr. n. št. privzeli naslov "kralj Urkeša in Navarja". V splošno mnenje, da je bil Navar v 3. tisočletju pr. n. št. istoveten z Nagarjem, nekateri znanstveniki dvomijo. Slednji menijo, da je bil Navar bliže Urkešu in ga imenujejo tudi Navala ali Nabula.

## Zgodovina

### Zgodnje naselje
Najstarejše obdobje A je datirano v protohalafsko kulturo okoli leta 6500 pr. n. št., ko je na tem mestu stalo majhno naselje. Odkritih je bilo veliko predmetov iz tega obdobja, vključno s halafsko keramiko. Do leta 5000 pr. n. št. se je halafska kultura preoblikovala v severno ubaidsko kulturo.  V Tell Braku so odkrili veliko predmetov tudi iz tega obdobja. Iz poznega ubaidskega obdobja je velika ploščad, tlakovana s pravokotnimi zidaki različnih velikosti. Najdbe so razkrile, da se je Tell Brak kot urbano središče razvil nekoliko pred bolj znanimi mesti  južne Mezopotamije, na primer Urukom.

### Prvo mesto
V južni Mezopotamiji se je prvotna ubaidska kultura razvila v uruško obdobje. Ljudstva iz južnega uruškega obdobja so širila svojo civilizacijo z vojaškimi in trgovskimi sredstvi. V severni Mezopotamiji je obdobje po ubaidskem imenovano obdobje pozne bakrene dobe oziroma severno uruško obdobje, v katerem se je Tell Brak začel širiti.
V obdobju Brak E je bilo zgrajeno mestno obzidje, mesto samo pa se je začelo z griča širiti v spodnje mesto. V poznem 5. tisočletju pr. n. št. je Tell Brak dosegel velikost okoli 55 hektarjev.  Arheologi so mesto razdelili na več področij in jih označili s črkami. V četrti TW so odkrili veličastno zgradbo z dva metra debelimi zidovi in vhodom iz bazalta. Pred stavbo je bila odkrita tlakovana ulica, ki je vodila do severnega vhoda v mesto.
V obdobju F se je mesto razširilo na 130 hektarjev. Pod gričem Tell Majnuna severno od glavnega griča so bili odkriti štirje množični grobovi iz obdobja okoli 3800–3600 pr. n. št., ki kažejo, da so proces urbanizacije spremljali tudi družbeni nemiri in vojne. V prvi polovici obdobja F, imenovani LC3, je bil zgrajen Tempelj oči,  poimenovan po "okatih idolih", majhnih figuricah iz apnenca in alabastra. Enaki idoli so bili najdeni tudi na območju TW.
V drugi polovici obdobja F, označeni z LC4 (okoli 3600 pr. n. št.), so se začele povečevati interakcije z mezopotamskim jugom. V mestu je bila ustanovljena uruška kolonija. Proti koncu uruške kulture okoli leta 3000 pr. n. št. je bila uruška kolonija zapuščena in premišljeno zravnana z okolico. V naslednjih obdobjih H in J se je Tell Brak skrčil na sam grič. Interakcije z mezopotamskim jugom v obdobju H dokazujejo gradiva, podobna tistim v južnem obdobju Džemdet Nasr. Mesto je se je v ninivskem obdobju 5 skrčilo na majhno naselje z majhnim templjem in z njim povezanimi pečati.

### Nagarsko kraljestvo
Okoli leta 2600 pr. n. št. je bila zgrajena velika upravna zgradba in mesto se je ponovno začelo širiti pod osrednji mestni gričem. Oživitev je povezana s kiško civilizacijo. Mesto je dobilo ime Nagar. Med pomembne zgradbe iz obdobja Nagarskega kraljestva spada upravna zgradba ali tempelj z imenom "Braški oval" v območju TC. Zgradba ima ukrivljeno zunanjo steno, ki spominja na "ovalni tempelj Hafadža" v osrednji Mezopotamiji. Razen zidu je primerjava med stavbama v arhitekturnem smislu težka, ker imata različna načrta.
Najstarejše omembe Nagarja prihajajo iz Marija in tablic, odkritih v Nabadi, najpomembnejši vir podatkov pa so tablice iz arhiva Eble. Vladar Nagarja je v večini besedil zapisan samo z naslovom "En" in brez imena. Edini po imenu znani nagarski vladar iz predakadskega obdobja je Mara-Il,  omenjen v besedilu iz Eble. Vladal je malo več kot eno generacijo pred uničenjem kraljestva.
Nagarsko kraljestvo je na višku moči obsegalo večino jugozahodne polovice porečja Haburja in bilo po diplomaciji in politiki enako eblaitski in marijski državi. Imelo je najmanj 17 podrejenih mest, med njimi tudi Hazno, in najpomembnejšo mestno državo Nabado, ki je služila kot prestolnica province. Nagar je bil vključen v obširno diplomatsko mrežo Eble. Odnosi z Eblo so bili včasih zavezniški, včasih sovražni.  Besedilo iz Eble omenja zmago kralja Eble, morda Irkab-Damuja,  nad Nagarjem. Nekaj let kasneje je bil med njima sklenjen  mirovni sporazum, podkrepljen z dinastično poroko eblaitske princese Tagriš-Damu z nagarskim princem  Ultum-Huhujem, sinom vladajočega kralja.
V sedmem letu eblaitskega vezirja Ibriuma je Mari porazil Kraljestvo Nagar in povzročil blokado trgovskih poti med Eblo in južno Mezopotamijo preko gornje Mezopotamije. Kasneje je eblaitski kralj Isar-Damu sklenil z Nagarjem in Kišem zavezništvo proti Mariju.  Vojni pohod proti Mariju je vodil eblaitski vezir Ibbi-Aipiš, ki je s koalicijsko vojsko v bitki pri Terki premagal Marijce. Zavezniki so kasneje napadli tudi uporno eblaitsko vazalno  mesto Armi. Približno tri leta po bitki pri Terki je bila uničena tudi Ebla, kmalu za njo pa okoli leta 2300 pr. n. št. še Nagar. Velik del mesta je bil požgan. Požig se pripisuje Mariju ali Sargonu Akadskemu.

### Akadsko obdobje
Nagar je po uničenju ponovno obnovilo Akadsko cesarstvo in v njem ustanovilo središče provincialne administracije.  Mesto je obsegalo celo gomilo in spodnje mesto na južnem robu gomile. V zgodnjem akadskem obdobju sta bili zgrajeni dve javni zgradbi, ena na območju SS, in druga na  območju FS. Slednja je imela tudi svoj tempelj in bi lahko služila kot karavanseraj, ker je stala blizu severnih mestnih vrat. Zgodnji akadski monarhi so bili obremenjeni  z notranjimi konflikti in so v nekem trenutku malo pred vladavino Naram-Sina začasno opustili Tell Brak.  Opustitev bi lahko bila povezana z okoljskim dogodkom, ki je regijo pretvoril v pustinjo.
Uničenje Nagarskega kraljestva je povzročilo vakuum moči v Zgornjem Haburju. Huriti, prej koncentrirani v Urkešu, so izkoristili stanje in že v zadnjih letih Sargonovega vladanja prevzeli oblast v regiji. Huriti so Tell Brak imenovali Navar,  zato so urkeški kralji privzeli naslov  "Kralj Urkeša in Navarja", prvič potrjen na pečatu urkeškega kralja Atal-Šena.
Raba naslova se je nadaljevala med vladanjem Atal-Šenovih naslednikov Tupkiša in Tiš-atala, ki sta vladala samo v Urkešu. Akadci so med vladanjem Naram-Sina ponovno trdno vključili Nagar v svoje kraljestvo. Najpomembnejša akadska zgradba v mestu se je imenovala "Naram-Sinova palača". Del palače je bil zgrajen nad nekdanjim Očesnim templjem. Palača je bila kljub imenu bolj podobna trdnjavi in je služila  predvsem kot utrjeno središče za zbiranje in hranjenje zbranih davkov in ne kot bivalna palača.  Med Naram-Sinovim vladanjem je bila požgana, morda med napadom Lulubov. Proti koncu akadskega obdobja so mesto okoli leta 2193 pr. n. št. požgali, morda Gutijci.

### Poakadsko obdobje
Akadskemu obdobju je sledilo obdobje N, v katerem je bil Nagar sedež neodvisne huritske dinastije, dokazane na pečatu z omembo kralja Talpus-Atilija Nagarskega, ki je vladal kmalu za Naram-Sinovim sinom Šar-Kali-Šarijem. Mnenje, da je   Tell-Brak prišel pod oblast Tretje urske dinastije, je bilo zavrnjeno. Obstajajo dokazi, da so Naram-Sinovo palačo obnovili Huriti in ne Ur-Nammu, kot je napačno domneval Max Mallowan. V obdobju N se je mesto skrčilo. Javne zgradbe so bile opuščene, spodnje mesto pa evakuirano. Na območju CH je bilo zgrajenih nekaj kratkoživih hiš. Nekaj dokazov kaže, da je mesto kljub temu, da se je skrčilo, ostalo živo.

### Tuja oblast in kasnejša obdobja
V obdobju P je bil gosto naseljen severni greben gomile. Mesto je prišlo pod oblast Marija in bilo prizorišče odločilne zmage Jahdun-Lima Marijskega nad Šamši-Adadom I. Asirskim. Nagar je izgubil pomen in v 18. stoletju pr. n. št. prišel pod oblast Kahata.
V obdobju Q je bil Tell Brak pomembno trgovsko mesto v kraljestvu Mitani. Okoli leta 1500 pr. n. št. je bila na severnem delu gomile zgrajena dvonadstropna palača in k njej prizidan tempelj. Preostali del gomile ni bil obljuden, spodnje mesto pa se je razširilo proti severu. Ta del mesta je skoraj povsem uničilo sodobno kmetijstvo. V mestu, ki je bilo v dveh valovih v obdobjih okoli 1300 in 1275 pr. n. št. uničeno,  sta bila najdena dva mitanska pravna dokumenta z imenoma kraljev Artašumare in Tušratte. Mesto je v prvem valu uničil asirski kralj Adad-nirari I., v drugem pa njegov naslednik Šalmaneser I.
Po uničenju mitanskega mesta je le malo dokazov o naselitvi. V asirskem obdobju je bilo v spodnjem mestu  več  majhnih vasi. V bližnjem satelitskem naselju na severozahodnem robu glavne gomile so odkrili ostanke helenistične naselbine. Med izkopavanji niso v njej  našli nobene keramike iz partsko-rimskega ali bizantinsko-sasanidskega obdobja.
Sredi 1. tisočletja n. št. je bila v severovzhodnem delu spodnjega mesta zgrajena utrjena zgradba. Antoine Poidebard jo je na osnovi njene arhitektura datiral v obdobje  bizantinskega cesarja Justinijana I., se pravi v 6. stoletje n. št. Zadnje naselitveno obdobje mesta je bilo v zgodnjem Abasidskem kalifatu. V tem obdobju je bil zgrajen kanal, ki je mesto oskrboval z vodo iz bližnje reke Džagjag.

## Družba

### Prebivalci in jezik
Avtohtoni prebivalci neolitske severne Sirije so bili Halafijci, ki so kasneje privzeli južno ubaidsko kulturo. V zgodnjem in srednjem severnem uruškem obdobju so se stiki z mezopotamskim jugom še povečali. V poznem uruškem obdobju so se ljudstva z juga preselila v Tell Brak in ustanovila kolonijo, ki je ustvarila mešano družbo. Proti koncu 4. tisočletja pr. n. št. so kolonisti zapustili uruško kolonijo in Tell Brak se je zelo skrčil.
Prebivalci predakadskega kraljestva so bili Semiti. Govorili so svoje vzhodnosemitsko narečje eblaitščine, ki je bila v rabi v Ebli in Mariju. Nagaritsko narečje je bilo bližje marijskemu kot eblaitskemu narečju.
V predakadskem obdobju ni dokumentirano nobeno huritsko ime, čeprav je ime princa Ultum-Huhuja težko razumeti kot semitsko. V akadskem obdobju so dokumentirana tako semitska kot huritska imena,  saj so Huriti očitno izkoristili vakuum moči, ki ga je povzročilo uničenje predakadskega kraljestva, in se preselili in razširili v regiji. V poakadskem obdobju je imel Tell Brak močan huritski element. Vladarji so imeli huritska imena, čeprav so bila v regiji naseljena tudi amoritska plemena. Med vladavino Zimri-Lima Marijskega so se v okolici Tell Braka naselila številna amoritska plemena Banu-Jamina, ki so govorila vsako svoje narečje huritskega ali amoritskega jezika. Tell Brak je postal središče huritskega Mitanskega cesarstva, v katerem je bil uradni jezik huritščina. Lokalni mednarodni jezik regije je bila kljub temu akadščina, dokazana na tablicah iz poakadskega in mitanskega obdobja, odkritih v Tell Braku in pisanih v akadščini.

### Religija
Najdbe v Templju oči kažejo,  da je bil Tell Brak  eno od najstarejših mest z organizirano religijo v severni Mezopotamiji. Kateremu božanstvu je bil tempelj posvečen, ni znano, figurice "oči" pa so videti kot zavetne daritve temu neznanemu božanstvu. Tempelj je bil posvečen verjetno sumerski boginji Inani ali semitski boginji Ištar. Michel Meslin je domneval, da so figurice "oči" predstavljale vsevidno žensko božanstvo.
V obdobju pred Akadskim kraljestvom je bila romarsko središče Nagarcev verjetno Hazna, staro kultno središče severne Sirije. Tempelj oči je bil še vednov rabi, vendar kot majhno svetišče, ker je najvišje božanstvo kraljestva postala boginja Belet-Nagar.  Templja Belet-Nagar niso odkrili, ker verjetno leži pod mitansko palačo.  V Nagarju so častili tudi eblaitskega boga Kura, vladarji pa so dokazano obiskovali tempelj semitskega božanstva Dagana v Tuttulu. V akadskem obdobju je na območju FS stal tempelj, posvečen sumerskemu bogu Šakkanu/Šumuganu, zavetniku živali in podeželja. Tell Brak je bil tudi pomembno huritsko versko središče. Tempelj boginje Belet-Nagar je ohranil svoj kultni pomen v celotni regiji do začetka 2. tisočletja pr. n. št. 

## Kultura
Severna Mezopotamija se je v pozni bakreni dobi in obdobju srednji severni Uruk (4000-3500 pr. n. št.) razvijala neodvisno od južne. Za to obdobje je bil značilen močan poudarek na svetih krajih, med katerimi je bil v Tell Braku najpomembnejši Tempelj oči. Stavba z idoli "oči" na območju TW je bila opažena z lesom. Glavna soba je bila obložena z lesenimi ploščami. Stavba je imela tudi najzgodnejšo znano polstebriščno fasado, značilno za templje v kasnejših obdobjih.
V poznem obdobju severni Uruk in zlasti po letu 3200 pr. n. št. je v severni Mezopotamiji povsem prevladala južna uruška kultura, kar je vplivalo tudi na  arhitekturo in upravo v Tell Braku.  Vpliv juga je najbolj očiten na nivoju z imenom "najnovejši Džemdet Nasr" v Templju oči, ki je dobil južne elemente, kot so stožčasti mozaiki. Prisotnost Uruka je bila mirna in prvič opažena v pogostitvah: trgovski posli  v tem obdobju so se tradicionalno potrdili s pogostitvijo. Izkopavanja na območju TW so pokazala, da so bila pogostitve pomembna lokalna navada, saj sta bili tam odkriti dve kuhinji, velike količine žita, okostja živali, kupolasta peč in ognjišča. Med najdbami v Tell Braku iz poznega uruškega obdobja je standardno besedilo za usposobljene pisarje (besedilo "Standardni poklici"), ki je bilo v 3. tisočletju pr. n. št. v velikem delu Sirije in Mezopotamije del standardiziranega šolanja.
Predakadsko kraljestvo je slovelo po svojih akrobatih, po katerih so zelo povpraševali v Ebli in so tam šolali lokalne eblaitske zabavljače. Kraljestvo je imelo tudi svoj lokalni kamnorezni slog izdelave pečatov, imenovan "braški slog", ki se je razlikoval od južnih različic po bolj zaobljenih in manj ostrih robovih. Akadska uprava je imela le malo vpliva na lokalne upravne običaje  in slog pečatenja. Ob akadskih pečatih so se uporabljale tudi lokalne različice. Huriti so na svojih pečatih uporabljali akadski slog, na elamskih pečatih pa je opazen vpliv zahodnoiranske planote.
Tell Brak je veliko svojega znanja prenesel iz kulture Mitanija, ki je oblikovala steklo s prefinjenimi tehnikami in razvila različne raznobarvne in okrašene oblike. V Tell Braku so odkrili tudi nekaj dodelane nuzijske posode in pečate, na katerih so bili značilni mitanski elementi združeni z mednarodnimi motivi tistega časa.

### Vozovi
Pečati iz Tell Braka in Nabade iz predakadskega obdobja razkrivajo rabo štirikolesnih vozov in vojnih kočij. Med  izkopavanji na območju FS so bili odkriti glinasti kipci konj in voz iz akadskega in poakadskega obdobja. Kipci so pomemben                                                                                                                                                                                                                    
vir podatkov o oblikah voz v obdobju od 2350-2000 pr. n. št. Razen štirikolesnih sta se uporabljali tudi dve vrsti dvokolesnih voz, prva s fiksnimi klopmi in druga, na kateri je voznik stal nad osjo voza. Bojni vozovi so se začeli uporabljati v mitanskem obdobju. Noben voz iz prejšnjih obdobij se ne šteje za bojni voz, kot se napačno omenja v nekaterih virih.

## Vlada
Prvo mesto je imelo značilnosti velikih mestnih središč, kot so monumentalne zgradbe. Zdi se, da je mestu vladal zbor, ki je temeljil na sorodstvu in so ga vodile starešine.
Predakadsko kraljestvo je bilo decentralizirano. V provincialnem središču Nabada je poleg kraljevega predstavnika vladal svet starešin. Nagarski monarhi so morali redno obiskovati svoje kraljestvo, da bi uveljavili svojo politično oblast.
V zgodnjem akadskem obdobju so Nagar upravljali lokalni uradniki.  Kasneje se je akadska oblast poostrila in število akadskih uradnikov se je povečalo. Domneva se da se je to zgodilo po nekem okoljskem dogodku, ki se je zgodil tik pred gradnjo Naram-Sinove palače.
Poakadski Nagar je bil mestna država, ki je v začetku 2 tisočletja pr. n. št. postopoma izgubljala svoj politični pomen, saj ne obstajajo dokazi za kakšnega kralja iz tega obdobja.

### Vladarji Tell Braka
| Kralj | Vladanje                       | Komentar                               |
| --- | ------------------------------ | -------------------------------------- |
| Zgodnje obdobje, v katerem je verjetno vladal lokalni svet starešin                                                                                              |                                |                                        |
| Predakadsko obdobje Nagarja (okoli 2600–2300 pr. n. št.) |                                |                                        |
| Mara-Il | Pozno 24. stoletje pr. n. št.  |                                        |
| Zgodnje akadsko obdobje (zgodnje 23. stoletje pr. n. št.) |                                |                                        |
| Nadoblast Urkeša urkeški kralj Atal-Šen se je naslavljal "Kralj Urkeša in Navarja"; naslov so obdržali tudi njegovi nasledniki, čeprav so vladali samo v Urkešu. |                                |                                        |
| Akadska oblast pod Naram-Sinom Akadskim |                                |                                        |
| Poakadsko kraljestvo Nagar |                                |                                        |
| Talpus-Atili | Konec 3. tisočletja pr. n. št. | Naslavljal se je "sonce dežele Nagar". |
| Različni tuji vladarji, med njimi Mari, Kahat, Mitani, in Asirija.                                                                                               |                                |                                        |

## Gospodarstvo
Tell Brak je bil v vsej svoji zgodovini pomembno trgovsko središče. V bakreni dobi je začel trgovati z obsidianom,  ker se je nahajal na rečnem prehodu med Anatolijo, Levantom in južno Mezopotamijo.   Na podeželju so zrasla manjša mesta, vasi in zaselki, tri kilometre širok pas okoli mesta pa je bil prazen. Praznina je bila verjetno posledica intenzivnega kmetovanja, potrebnega za preživetje prebivalcev.  V mestu so izdelovali različne predmete, vključno s kelihi iz obsidijana in belega marmorja, fajanso, orodje iz kremena in intarzije iz školjk. Nekaj najdb kaže, da so po ustanovitvi uruške kolonije proizvodnjo predmetov, zanimivih na jugu, prestavili rahlo proti kupcem.
Trgovina je bila pomembna gospodarska dejavnost tudi v predakadskem Nagarskem kraljestvu. Njegova največja gospodarska partnerja sta bila Ebla in Kiš. V kraljestvu so proizvajali steklo in volno in  bili znani po reji in trgovanju s kungi, križanci osla in onagerke. Tell Brak je ostal pomembno trgovsko središče tudi v akadskem obdobju in bil eno od glavnih trgovskih mest Mitanija. V Tell Braku so izdelovali različne predmete, tudi iz stekla, in pohištvo iz slonovine, lesa in brona. Mesto je imelo dokazane mednarodne trgovske stike z Egipčani, Hetiti in Mikenci, ki so proizvajali nekaj predmetov, zanimivih na domačem tržišču.

### Kungi
V predakadskem obdobju so se v Nagarju pred udomačitvijo konja za vleko kraljevih voz uporabljali kungi. V kraljeve procesije je bilo vključenih do petdeset živali. Po nagarskih kungih je bilo veliko povpraševanje tudi v Eblaitsdkem cesarstvu. Njihova cena je znašala dva kilograma srebra in je bila petdeset krat višja od cene osla. Kupovali so jih predvsem eblaitski monarhi in jih uporabljali za vleko in darila zavezniškim mestom. V 3. tisočletju pr. n. št. so v regiji poznali tudi konje, vendar jih niso uporabljali za vleko vse do okoli 18. stoletja pr. n. št.

## Arheologija

### Izkopavanja
Tell Brak je leta 1937 in 1938 izkopaval britanski arheolog  Max Mallowan, soprog Agathe Christie. Predmeti, ki jih je izkopal, si zdaj v zbirkah Ashmolovega muzeja, Narodnega muzeju Alepa in Britanskega muzeja. V slednjem je tudi "glava iz Tell Braka", izdelana okoli  3500–3300 pr. n. št.
Skupina z Inštituta za arheologijo Univerze v Londonu, ki sta jo vodila David in Joan Oates, je najdišče raziskovala 14 sezon od leta 1976 do 1993. Po letu 1993 je najdišče izkopavalo več skupin arheologov pod generalnim vodstvom Davida (do 2004) in Joan Oates. Najdišča v krogu 20 km okoli Tell Braka je v letih 2002-2005 nadziral Henry T. Wright. Veliko najdb iz Tell Braka je razstavljenih v Muzeju Deir es-Zora. Večina nedavnih izkopavanj je bila opravljena spomladi 2011. Dela so zdaj ustavljena zaradi sirske državljanske vojne.

### Sirska državljanska vojna
Po izjavah sirskih oblasti je bil tabor arheologov izropan, vključno z orodjem in keramiko. Tabor so zasedale različne nasprotne strani, večinoma kurdske Narodne zaščitne enote in Islamska država Iraka in Levanta (ISIL). Na začetku leta 2015 so najdišče  po manjšem spopadu z ISIL zasedle kurdske sile.